# آن غيليسبي
آن غيليسبي (بالإنجليزية: Ann Gillespie)‏ هي كاهنة انجليكانية وممثلة أمريكية، ولدت في القرن العشرين.

## أعمال

### مسلسلات
- بيفرلي هيلز 90210

## وصلات خارجية
- آن غيليسبي على موقع IMDb (الإنجليزية)
- آن غيليسبي على موقع أول موفي (الإنجليزية)
- آن غيليسبي على موقع قاعدة بيانات الفيلم (الإنجليزية)